# La Manga (Piura)
La Manga es un caserío peruano ubicado en el distrito de Lancones, perteneciente a la provincia de Sullana del departamento de Piura, al norte del Perú. 

## Ubicación
La Manga se ubica al noreste de la provincia de Sullana, en el distrito de Lancones, en el departamento de Piura. Se ubica cerca a la presa de Poechos. 

## Demografía
En 2017 La Manga tenía una población de 123 habitantes.
| Gráfica de evolución demográfica de La Manga entre 1993 y 2017 |
|                                                                |
| Fuentes: Población 1993 y 2017                                 |